# Cushing (Oklahoma)
Cushing – miasto w Stanach Zjednoczonych, w stanie Oklahoma, w hrabstwie Payne.